# Ferrovia di Matsuura

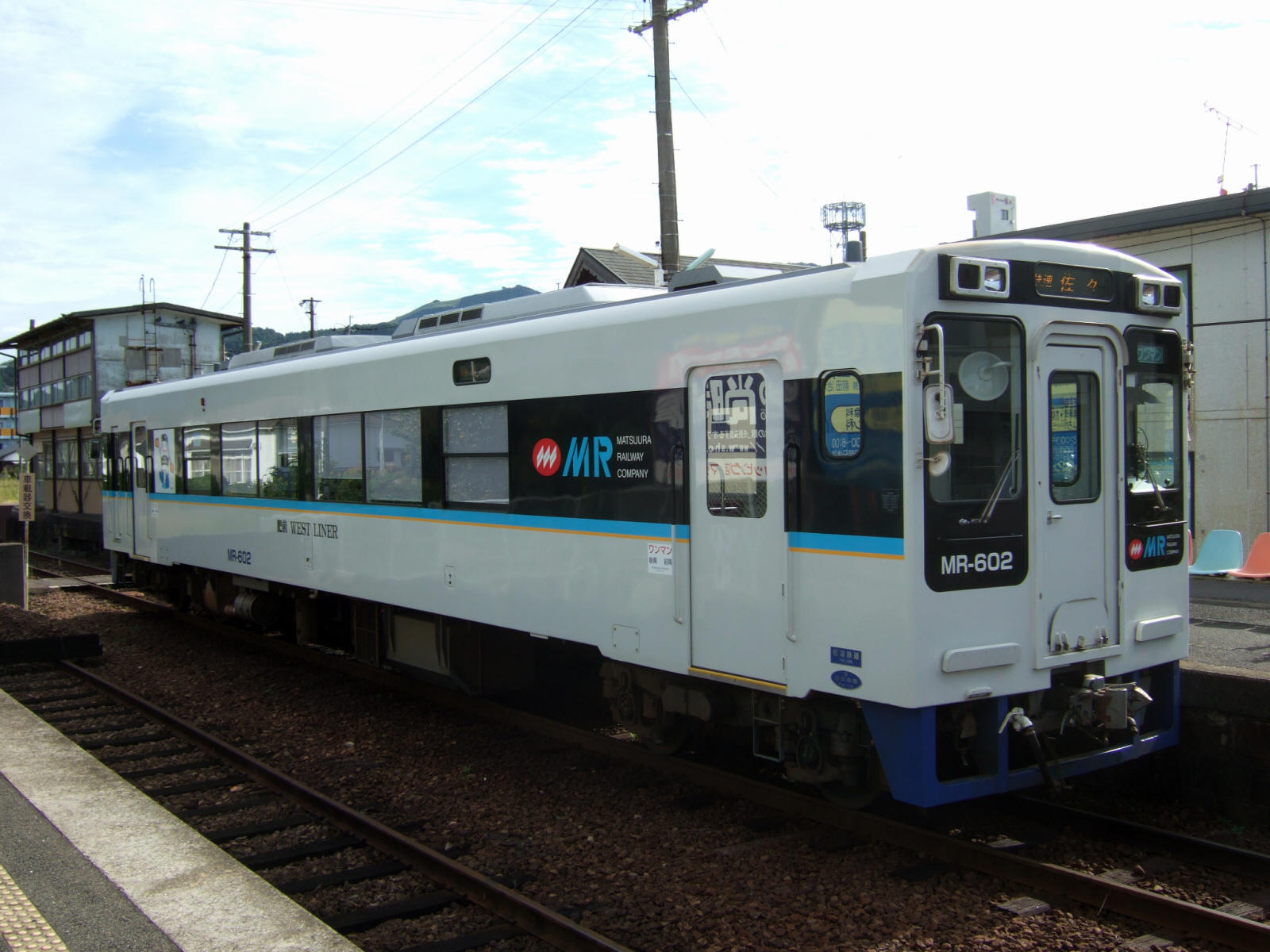
L'automotrice diesel MR600

Le Ferrovia di Matsuura (松浦鉄道株式会社?, Matsuura Tetsudō Kabushiki-gaisha), abbreviata col nome di Matsutetsu (松鉄?), è una società regionale di trasporto ferroviario giapponese che gestisce due linee ferroviarie a carattere locale nella prefettura di Nagasaki. Oltre ai servizi ferroviari, possiede una divisione di trasporti automobilistici.

## Storia
- 1987: Fondazione avvenuta il 10 dicembre
- 1988: Con la nascita di JR Kyūshū, la linea Matsuura passa sotto l'ombrello della Ferrovia di Matsuura diventando la Linea Nishi-Kyūshū
- 2000: Istituzione del treno turistico "Retron-gō"
- 2002: Nuovo servizio turistico di treno gourmet dalla stazione di Tabira-Hiradoguchi alla stazione di Ōmura (JR Kyūshū)
- 2007: Nuova automotrice MR-600
- 2011: Introduzione della bigliettazione elettronica su tutta la rete con la "Nagasaki Smart Card"
- 2012: Uscita dal business turistico con la chiusura di MR Travel

## Linee ferroviarie
La società gestisce un'unica linea ferroviaria, la linea Nishi-Kyūshū di 93,8 km con 57 stazioni. Se esclusa la monorotaia di Okinawa, che utilizza un sistema di monorotaia a sella, si tratta della ferrovia posta più a occidente del Giappone, con la stazione di Tabira-Hiradoguchi considerabile la posta maggiormente a ovest del paese. Inoltre, le stazioni di Sasebo-Chūō e Naka-Sasebo, distanti reciprocamente solo 200 metri, sono le fermate più ravvicinate su una linea ferroviaria giapponese (escludendo funicolari e reti tranviarie).

## Materiale rotabile

### Flotta attuale
Al febbraio 2013 la società dispone di 23 treni a un'unica cassa dei seguenti tre tipi:
- MR-400（401） - Introdotta nel 1998 con un'unica unità
- MR-500（501） - Donata nel 1999 dall'associazione della lotteria del Giappone, treno dal design retro per corse turistiche e di intrattenimento (all'interno è presente una seduta tradizionale con pavimento in tatami e sistema karaoke).
- MR-600（601 - 621） - Realizzata sulla base della serie 14 della Ferrovia Mooka, chiamata con il nickname "Hizen West Liner", con sedute "vis a vis".